# Kernkraftwerk Shika
Das Kernkraftwerk Shika (jap. 志賀原子力発電所, Shika genshiryoku hatsudensho) ist im Ort Shika im Landkreis Hakui in der Präfektur Ishikawa gelegen. Die Anlage ist 1,6 km² groß und gehört der Hokuriku Denryoku. Das Kraftwerk befindet sich an der Küste des Japanischen Meeres.
Die beiden Reaktoren wurden von Hitachi geliefert.

## Zwischenfälle
Zur Jahreswende 1999/2000 stellte die Radioaktivitätsüberwachung scheinbar den Dienst ein. Es stellte sich aber heraus, dass lediglich keine Daten mehr geliefert wurden.
Am 18. Juni 1999 bewegten sich während eines Tests drei der 89 Stäbe des Reaktors aufgrund einer fehlerhaften Betätigung der Wasserdruckventile, die sie antreiben, aus ihrer Position. In den nächsten 15 Minuten befand sich der Reaktor in einem kritischen Zustand. Es wurden keine Arbeiter verletzt und es kam zu keiner Freisetzung von Strahlung. Dieses Ereignis wurde erst am 15. März 2007 bekannt, da es in den Aufzeichnungen vertuscht worden war. Im April 2007 wurde das Ereignis als INES-Stufe-2-Zwischenfall eingestuft.
Infolge des Noto-Erdbebens am 1. Januar 2024 kam es zu einer Unterbrechung der externen Stromversorgung. Es entstanden Schäden an Rohren zweier Transformatoren, sodass Öl für die Isolierung und Kühlung auslief. Die reguläre Stromversorgung konnte bis zum 5. Januar wiederhergestellt werden.

## Abschaltung
Am 18. März 2009 wurde vom Obergericht Nagoya ein Gerichtsurteil zur Stilllegung von Shika-2 aufgehoben. Laut dem Obergericht entspricht die Erdbebensicherheit von Shika-2 dem gegenwärtigen Stand der Technik und von der Anlage geht keine Gefährdung für die Bevölkerung aus.
Im Jahr 1999 war die ursprüngliche Klage gegen den Betreiber von einer Gruppe japanischer Bürger mit der Forderung der Stilllegung wegen Sicherheitsbedenken im Fall eines Erdbebens eingereicht worden. Der Betreiber kündigte im November 2007 an, dass die beiden Blöcke in Shika nachgerüstet werden, um die Erdbebensicherheit zu erhöhen. Diese Arbeiten in Shika-2 sind seit März 2008 vollendet.
Aufgrund des Erdbebens oder der Katastrophe in Fukushima wurde der Reaktor heruntergefahren. Bei Gerichtsprozessen, die wegen des Wiederanfahrens geführt wurden, kam ein Gutachten zu dem Schluss, dass die Erdbebenspalte, auf der das Kraftwerk gebaut wurde, nicht sicher inaktiv ist wie vom Betreiber behauptet.

## Daten der Reaktorblöcke
Das Kernkraftwerk Shika hat zwei Blöcke:
| Reaktorblock | Reaktortyp                           | Netto- leistung | Brutto- leistung | Baubeginn  | Netzsyn- chronisation | Kommer- zieller Betrieb | Abschal- tung                     |
| ------------ | ------------------------------------ | --------------- | ---------------- | ---------- | --------------------- | ----------------------- | --------------------------------- |
| Shika-1      | Siedewasserreaktor                   | 505 MW          | 540 MW           | 01.07.1989 | 12.01.1993            | 30.07.1993              | Seit 3/2011 im Langzeitstillstand |
| Shika-2      | Fortgeschrittener Siedewasserreaktor | 1304 MW         | 1358 MW          | 20.08.2001 | 04.07.2005            | 15.03.2006              | Seit 3/2011 im Langzeitstillstand |